# Ingen vill veta var du köpt din tröja
"Ingen vill veta var du köpt din tröja" är en singel och en låt från 2004 som innebar genombrottet för svenska popgruppen Raymond & Maria. 

## Tillkomst
Ursprungligen spelades låten in i en tvättstuga och handlar om att man inte behöver vara som alla andra.[källa behövs] Musiken är enkel med bara trummor, gitarrer, stämsång och handklapp.

## Utgivning
På singeln finns låten "Ingen vill veta var du köpt din tröja" samt "Tous les garçons et les filles" på franska. Singeln distribueras av Warner Music, och släpptes den 5 maj 2004. Den toppade bland annat den svenska singellistan. Låten finns även med text på engelska (översatt av gruppmedlemmarna själva), under titeln "No One Notices Your Brand New T-Shirt".
Låten kom in på Trackslistan den 15 maj 2004 och blev etta två veckor senare. Sista besöket där gjordes den 28 augusti 2004, efter åtta veckor. Låten låg etta på Trackslistan i fyra veckor, innan programmet tog sommaruppehåll. "Ingen vill veta var du köpt din tröja" låg även på Svensktoppen under perioden 13 juni-29 augusti 2004, och lyckades där som bäst nå en fjärde plats.
Bandet skapade debatt med sitt uttalat antikommersiella budskap.[källa behövs]

## Priser
Låten fick en Grammis för "årets låt 2004".

## Listplaceringar
| Lista (2004-2005) | Position |
| ----------------- | -------- |
| Sverige           | 1        |